# Vlag van Creil

Vlag van Creil

De vlag van Creil werd in 1979 door het Nederlandse dorp Creil in gebruik genomen tijdens het 25-jarig bestaan. De vlag is ontworpen door Jacco Wallinga en de Stichting voor Banistiek en Heraldiek.
De vlag bestaat uit vier rechthoekige vlakken en een blauw-wit Scandinavisch kruis op het snijvlak van de rechthoeken. Over het kruis heen zijn een halve boom en een halve fleur de lis geplaatst. De halve boom symboliseert het Kreilerbos, de halve fleur de lis verwijst naar het familiewapen van Cornelis Lely, de auteur van het plan tot inpoldering van de Zuiderzee. De vlag is gebaseerd op het dorpswapen. De kleuren van de vlag zijn ontleend aan die van de Nederlandse en de Friese vlag.

## Verwante afbeelding

Wapen van Creil

Bant
· Biddinghuizen
· Creil
· Ens
· Espel
· Luttelgeest
· Marknesse
· Nagele
· Rutten
· Tollebeek